# Venom (film, 2018)
A Venom 2018-as amerikai szuperhősfilm, amelyet Ruben Fleischer rendezett, valamint Scott Rosenberg, Jeff Pinkner, Kelly Marcel és Will Beall írt. A szereplők Tom Hardy, Michelle Williams, Riz Ahmed, Scott Haze és Reid Scott.
Az Egyesült Államokban 2018. október 5-én mutatták be, Magyarországon egy nappal hamarabb, 2018. október 4-én, az InterCom Zrt. forgalmazásában.
A Venom a második olyan film, amelyben a Pókember ősellenségét megformáló Marvel Comics karakter szerepel, a 2007-ben bemutatott Pókember 3. után. A film forgatása 2017 októberében kezdődött Atlantában, New York-ban és San Franciscóban.
A történet középpontjában Eddie Brock újságíró áll, akit megtámad egy űrből érkező szimbióta. Az általa nyert szuperhatalmát arra használja fel, hogy a városok bűnözőit megbüntesse.

## Cselekmény
Carlton Drake modern technológiákba fektet be, mint az űrkutatás és a gyógyszeripar. Egyik felfedező űrhajója egy üstökösről néhány furcsa lényt szállít haza a Földre, melyek közül egy megszökik, a többi az Élet alapítványhoz kerül.
Eddie Brock oknyomozó riporterként dolgozik San Franciscóban. Egyik megbízása, hogy interjút készítsen Carlton Drake-kel, az Élet Alapítvány vezetőjével. Az interjú rosszul sikerül, mert Eddie megvádolja azzal, hogy megöli az embereket a kutatásai során. Emiatt kirúgják a munkahelyéről, és menyasszonyát, Anne-t is, aki emiatt szakít vele. 6 hónappal később Eddie bemegy egy kínai negyedi boltba, és ott megkeresi Carlton Drake egyik munkatársa Dr. Dora Skirth. Elmondja neki, hogy mindenben igaza volt, és a segítségét kéri. Eddie először elutasítja, de később meggondolja magát. Visszamennek az Élet Alapítványhoz, és Eddie lefotózza a bizonyítékokat, eközben az egyik szimbióta megtámadja. Eddie egyesül a szimbiótával, aki szupererővel ruházza fel. Új barátja, ki az egész testét irányítani tudja, Venomnak nevezi magát és elmondja neki a szándékait.
Carlton Drake-nek saját szimbiótája lesz, egy bizonyos „Káosz” nevű vezető, aki azt akarja, hogy ide telepítse le a többi szimbiótát a Földre. Ezért az alapítvány űrhajójával az űrbe szeretnének utazni. Venom és Káosz megküzdenek egymással, majd Káosz végez Eddie-vel, akit később Venom feltámaszt. Aztán Venom felrobbantja a rakétát, amiben Káosz ül.
Miután megmentette a világot, Eddie megmondja a szimbiótának, hogy csak rosszfiúkat bánthat.
A stáblista közepénél lévő jelenetben, Eddie egy sorozatgyilkosokról szóló cikksorozaton dolgozik, ami miatt meglátogatja a San Quentin fegyház hírhedt rabját, Cletus Kasady-t. Kasady elmondja Eddie-nek; ha valaha egyszer kijut a börtönből, vérontást fog okozni, ezzel arra utalva ezzel, hogy a képregényekben a szimbiótával egyesülve – belőle válik Vérontó. A stáblista utáni jelenetben a Pókember: Irány a Pókverzum! egyik jelenetébe engednek betekintést, amelyben az elhunyt Peter Parker helyét betölteni akaró Miles Morales menekül épp a Ragadozó nevű gonosztevő elől. Miles később Peter sírjánál kér bocsánatot a hőstől, mert úgy érzi csalódást okozott, majd egy férfi áll a háta mögé. Miles ijedtében kiüti a férfit, azonban kiderül, hogy maga Peter Parker az, akivel később elmenekülni kényszerülnek az őket üldöző rendőrök elől.

## Szereplők
| Szerep                | Színész           | Magyar hang      | Leírás |
| --------------------- | ----------------- | ---------------- | --- |
| Eddie Brock / Venom   | Tom Hardy         | Király Attila    | Oknyomozó újságíró, aki egy idegen szimbióta gazdatestévé válik, amely emberfeletti képességekkel ruházza fel. |
| Anne Weying           | Michelle Williams | Németh Borbála   | Ügyvéd és Eddie volt menyasszonya.                                                                             |
| Carlton Drake / Káosz | Riz Ahmed         | Hevér Gábor      | Zseniális feltaláló és az Élet Alapítvány vezetője, aki a szimbiótákkal kísérletezik.                          |
| Roland Treece         | Scott Haze        | Megyeri János    | Drake biztonsági főnöke.                                                                                       |
| Dr. Dan Lewis         | Reid Scott        | Adorjáni Bálint  | Anne új barátja, egy orvos, aki megpróbál segíteni Eddie-nek.                                                  |
| Dr. Dora Skirth       | Jenny Slate       | Jordán Adél      | Az Élet Alapítvány tudósa.                                                                                     |
| Maria                 | Melora Walters    | Murányi Tünde    | Hajléktalan nő, aki rövid ideig Venom gazdateste.                                                              |
| John Jameson          | Chris O’Hara      | nem szólal meg   | Űrhajós, aki rövid ideig Káosz gazdateste.                                                                     |
| Mrs. Chen             | Peggy Lu          | Román Judit      | Vegyesbolt-tulajdonos                                                                                          |
| Corinne Wan           | Michelle Lee      | Eredeti hang     | Malajziai mentős, aki aki rövid ideig Káosz gazdateste.                                                        |
| Dr. Rosie Collins     | Sope Aluko        | Bognár Gyöngyvér | Az Élet Alapítvány tudósai                                                                                     |
| Dr. Lloyd Emerson     | Wayne Péré        | Rosta Sándor     | Az Élet Alapítvány tudósai                                                                                     |
| Jack                  | Ron Cephas Jones  | Jakab Csaba      | Eddie főnöke.                                                                                                  |
| Cletus Kasady         | Woody Harrelson   | Stohl András     | Rab a börtönben                                                                                                |
| Kutyatulajdonos       | Stan Lee          | Kajtár Róbert    | Kutyatulajdonos.                                                                                               |

## Forgatás
A film elkészítésének ötlete már régóta tervben volt. A Pókember filmsorozat spin-offja, azaz a Venom film kidolgozása 2007-ben kezdődött Avi Arad producerrel. A 2007-ben bemutatott Pókember 3. film után (amelyben Topher Grace alakította Venomot) akartak egy önálló Venom filmet is készíteni. A Sony azt tervezte, hogy a film kapcsolódni fog a Pókember: Hazatéréshez. Rosenberg és Pinkner megírták a forgatókönyvet, 2017 májusában pedig Fleischer szerződtette Hardyt főszereplőnek.

## Fogadtatás

### Kritikai visszhang
A kritikusok többnyire negatívan értékelték. A Rotten Tomatoes oldalon 28%-os minősítést kapott – azzal indokolva, hogy: „Venom első önálló filmje nagyon próbál úgy illeszkedni, mint a képregényekben, csak éppen rossz irányba. Kaotikus, zajos, és sürgősen szükség van Pókemberhez való kötődésére”.

### Bevételi adatok
Az Amerikai Egyesült Államokban 213 429 141, világszerte pedig 642 239 912 millió dollárt hozott. Ezt követően bejelentették a film folytatását.

## Folytatás
A film folytatása 2020. október 2-án jelent volna meg, de a koronavírus-járvány miatt elhalasztották 2021. október 1-ére.